# Frama
Frama är benämningen på forngermanernas "lans", skildrad av Tacitus: "Blott få för svärd eller riktiga lansar; det är splut som de själva kallar 'framae', med smal och kort järnudd, men så vassa och lätta att bruka att de med samma vapen kan kämpa såväl i handgemäng som på långt håll, allt eftersom omständigheterna kräver."